# Unidad Expedicionaria de Marines
Una Unidad Expedicionaria de Marines (del inglés: Marine Expeditionary Unit) (MEU) anteriormente llamada Unidad Anfibia de Marines (Marine Amphibious Unit ), es el elemento más pequeño de la Fuerza de Tareas Aeroterrestre de Marines MAGTF (por sus siglas en inglés), dentro del Cuerpo de Marines de Estados Unidos.Cada MEU es una unidad expedicionaria de reacción rápida, y puede ser desplegada para dar una respuesta inmediata ante cualquier crisis.
Las MEU se componen de un batallón de infantería blindada, un escuadrón de helicópteros de combate, y un grupo de apoyo logístico. Formadas por unos 2.000 hombres al mando de un coronel estas unidades son desplegadas desde buques de asalto anfibios. 

## Equipamiento
| Cantidad | Nomenclatura                                                       | Elemento  |
| -------- | ------------------------------------------------------------------ | --------- |
| 4        | M1 Abrams                                                          | tierra    |
| 7 a 16   | LAV-25                                                             | tierra    |
| 15       | AAV-7A1                                                            | tierra    |
| 6        | Obús M777                                                          | tierra    |
| 8        | Morteros M252 81mm                                                 | tierra    |
| 8        | BGM-71 TOW                                                         | tierra    |
| 8        | FGM-148 Javelin                                                    | tierra    |
| 4 a 6    | Bell AH-1 SuperCobra                                               | aire      |
| 3        | Bell UH-1N Iroquois                                                | aire      |
| 12       | CH-46E Sea Knight                                                  | aire      |
| 4        | CH-53E Super Stallion                                              | aire      |
| 6        | AV-8B Harrier jet                                                  | aire      |
| 2        | KC-130 Hercules                                                    | aire      |
| 2        | Unidades de purificación de agua por ósmosis inversa               | logística |
| 1        | Estación de tratamiento de agua potable LMT 3000                   | logística |
| 4        | Vehículos multipropósito John Deere TRAM 624KR                     | logística |
| 2        | Carretillas elevadoras TX51-19M                                    | logística |
| 3        | Bulldozer Caterpillar D7                                           | logística |
| 1        | Camión de sustitución (MTVR)                                       | logística |
| 4        | Camiones Mk48                                                      | logística |
| 7        | Contenedores de agua con capacidad para 1.892 litros (500 galones) | múltiple  |
| 63       | Humvee                                                             | múltiple  |
| 30       | Camiones (MTVR)                                                    | múltiple  |

Parte de este equipamiento será sustituido, alguno ya lo está siendo.. Algunos ejemplos incluyen el Osprey MV-22 reemplazara al CH-46, el Marine Personnel Carrier al LAV-25, el F-35 Lightning II al Harrier AV-8B, y el Stallion CH-53K Súper al CH-53.

## Elementos

### Terrestre

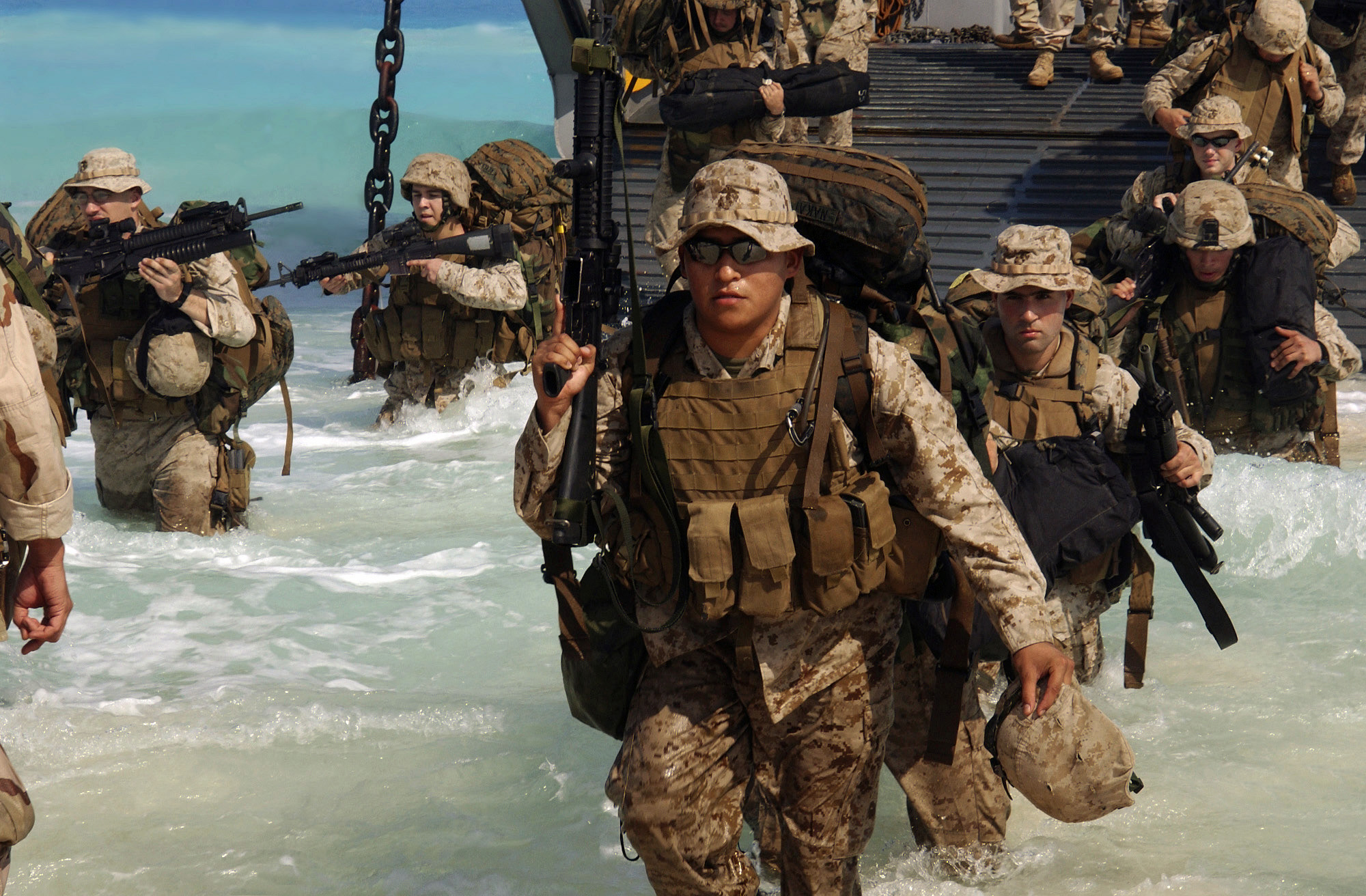
Marines de la 13.ª Unidad Expedicionaria de Marines desembarcando durante la Operación Bright Star en Egipto.

El elemento de combate terrestre (Ground Combat Element) (GCE ), compuesto por un batallón de infantería, reforzado con una batería de artillería, un pelotón de vehículos de asalto anfibio, un pelotón de ingenieros de combate, una compañía de blindados ligeros de reconocimiento, un pelotón de tanques, un pelotón de reconocimiento, y dependiendo de la misión y las circunstancias otras unidades. La fuerza total es de aproximadamente 1.100 hombres.[cita requerida]

### Aéreo
El elemento de combate aéreo, (Aviation Combat Element ACE ), de los marines es un escuadrón (reforzado) formado por un escuadrón de helicópteros pesados, un destacamento de aviones VTOL, y un destacamento para el control de tráfico aéreo, y defensa antiaérea.[cita requerida]

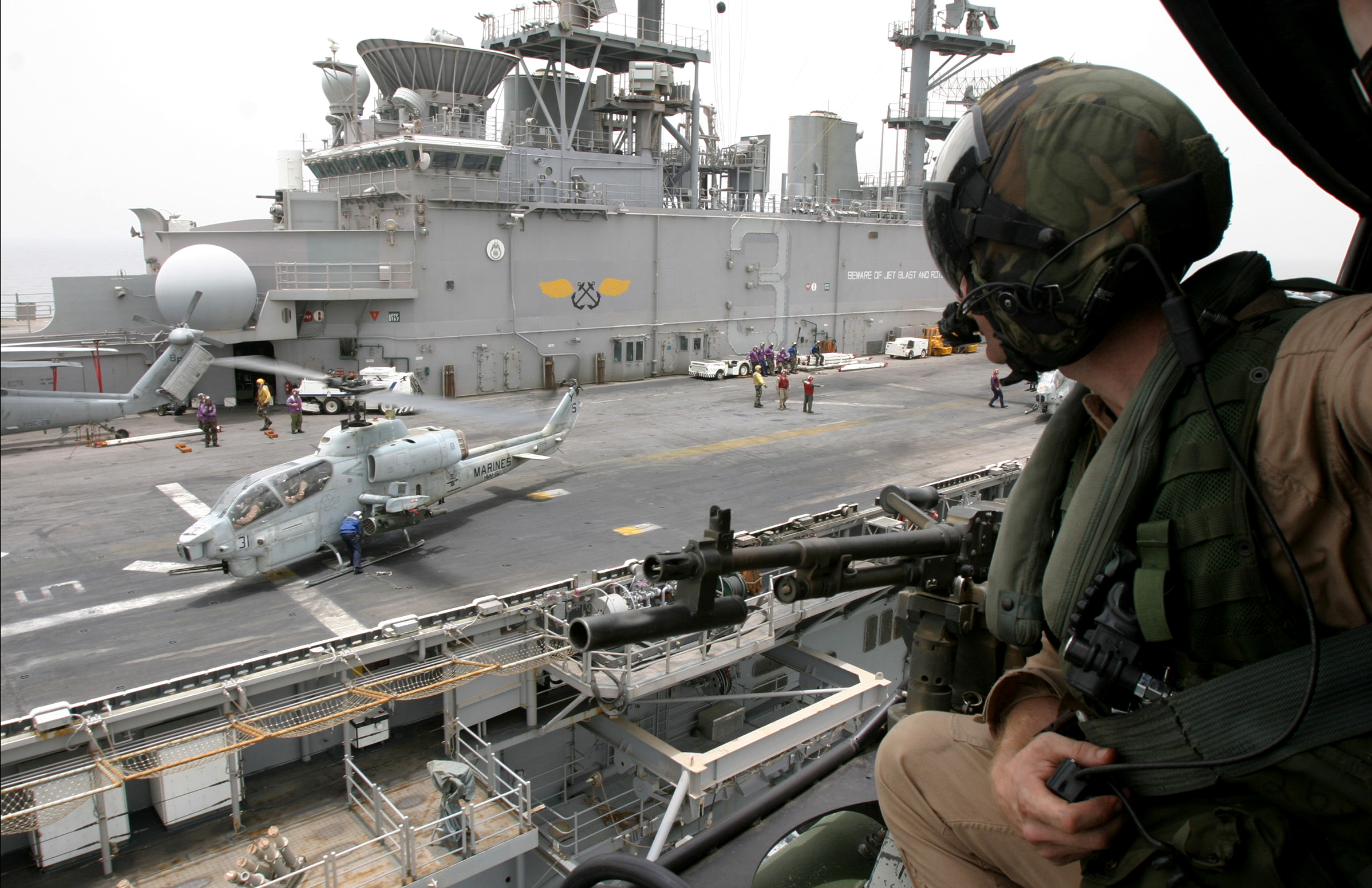
Un UH-1N de la 26.ª Unidad Expedicionaria de Marines a bordo del USS Kearsarge.

### Logística
El elemento de combate logístico (Logistics Combat Element LCE ) está formado por un batallón, compuesto por especialistas y equipos necesarios para apoyar y sostener hasta 30 días al MEU. Incluye servicio postal, médicos, dentistas, todo tipo de suministros, transporte, desactivación de artefactos explosivos y policía militar. Se compone de alrededor de 300 marines y marineros.[cita requerida]

### Mando
El elemento de mando (Command Element CE), incluye al comandante del MEU y su personal de apoyo, proporciona el mando y control en los otros tres elementos. Incluye destacamentos especializados en fuego naval, reconocimiento, vigilancia , comunicaciones especializadas, SIGINT, guerra electrónica, inteligencia y contrainteligencia. La fuerza total es de unos 200 marines y marineros.[cita requerida]